# Eustathe de Sébastée
Eustathe de Sébastée (ou Sébaste) est un religieux chrétien né vers 300, mort en 377 ou peu après, à l’origine du monachisme en Asie Mineure, élu évêque de Sébastée en 356, condamné par la tradition de l'Église comme « pneumatomaque ».

## Carrière
Fils de l'évêque Eulalios de Sébastée (métropole de la province romaine d'Arménie), il étudia à Alexandrie et y fut disciple du prêtre Arius (fondateur de l'arianisme). Pour cette raison, Eustathe d'Antioche, adversaire des ariens, lui refusa l'ordination. Cependant il ne semble guère avoir été intéressé par les questions de dogme, et ses positions dans les conflits religieux de l'époque furent fluctuantes. Enthousiasmé surtout par la vie ascétique, il fonda dans la partie orientale de l'Asie Mineure (Arménie, Paphlagonie, Cappadoce) des communautés religieuses appelées « fraternités » dont certains excès alarmèrent les évêques de ces provinces. En 355, un concile provincial tenu à Gangres (métropole de la Paphlagonie), réunissant quatorze évêques, condamna en vingt canons les « fraternités » d'Eustathe (pour : radicalisme évangélique faisant fi de l'ordre social et familial, rejet du mariage et des prêtres mariés, volonté de vivre à l'écart de l'Église et mépris de ses institutions, refus de participer aux fêtes et cérémonies communes…). Eustathe lui-même se soumit à la condamnation, qui ne le visait pas personnellement et semble avoir surtout concerné les plus exaltés de ses disciples. En 356, il devint évêque de Sébastée, mais fut déposé dès 358 et remplacé par Mélèce. Dans la confusion des conflits religieux de l'époque, il conserva des partisans dans sa province. Il participe au concile de Constantinople en 359-360. Il est déposé au cours de ce synode par des évêques ralliés au nouveau credo compatible avec l'arianisme voulu par l'empereur Constance II.
C'est à cette époque que Basile de Césarée, ayant pris conscience de ses aspirations ascétiques, se fit son disciple et fonda lui-même une communauté religieuse dans sa propriété familiale d'Annisa (ou Annesi) près de Néocésarée. L'attachement de Basile pour Eustathe dura une quinzaine d'années, et le cas de sa famille témoigne du grand rayonnement spirituel acquis par l'ascète parmi les chrétiens les plus dévots de la région. L'inspiration d'une partie de la « Règle de saint Basile » (le Petit Asceticon et le Grand Asceticon) pourrait venir de l'enseignement d'Eustathe (bien qu'elles témoignent du souci de se garder des « excès » condamnés par le concile de Gangres). Eusthate fut notamment précurseur de Basile dans le domaine des œuvres de charité (hospices, soupes populaires…), mettant l'accent sur les devoirs sociaux des « fraternités » qui se réclamaient de lui.
Mais il adhéra au parti de Macédonios de Constantinople, dont il fut vers 365 l'ambassadeur auprès du pape Libère. Au début des années 370, Basile, devenu évêque de Césarée, rompit avec lui comme « pneumatomaque » (adversaire de l'idée que le Saint-Esprit soit une troisième personne divine). La doctrine qu'il défendait fut condamnée par le premier concile de Constantinople (381), qui établit définitivement le dogme de la Trinité.